# Corgatha poliostrota
Corgatha poliostrota är en fjärilsart som beskrevs av George Francis Hampson 1914. Corgatha poliostrota ingår i släktet Corgatha och familjen nattflyn. Inga underarter finns listade i Catalogue of Life.